# Транк, Джош
Джошуа Бенджамин (Джош) Транк (англ. Joshua Benjamin «Josh» Trank; род. 19 февраля 1984, Лос-Анджелес, Калифорния, США) — американский кинорежиссёр, сценарист, продюсер и монтажёр. В основном известен как режиссёр фильмов «Хроника» и «Фантастическая четвёрка».

## Биография
В 2007 году Транк работал над сериалом The Kill Point. В 2009 участвовал в создании независимого фильма Big Fan с Паттоном Освальтом в главной роли.
В 2011 году стал режиссёром фильма «Хроника». Фильм был выпущен компанией Fox 3 февраля 2012 года и заработал в мировом прокате 125 млн долларов.
После выхода дебютного фильма, студия Sony предложили Транку снять сольный фильм о Веноме, по комиксу Marvel. Также, студия Warner Bros. также предложили ему снять графический роман «Красная звезда», но тот предпочёл снять грядущий фантастический боевик «Фантастическая четвёрка».
В июле 2012 года стало известно, что Fox утвердила Транка на должность режиссёра фильма «Фантастическая четвёрка». Производство фильма было омрачено скандалами, по сообщениям прессы на съёмках «Фантастической четвёрки» Транк конфликтовал и с актёрами (он едва не подрался с исполнителем главной роли Майлзом Теллером), и с продюсерами, которые вносили изменения в картину. Фильм вышел в 2015 году, провалился в прокате и был разгромлен критиками. В «твиттере» Джош Транк обвинил в этом руководство студии Fox.
До выхода «Фантастической четвёрки» студия Lucasfilm предлагала Транку поставить один из фильмов по «Звёздным войнам», но после провала «Фантастической четвёрки» сделка была расторгнута. Сам Транк заявил, что не хотел снимать второй блокбастер подряд, так как работа над «Фантастической четвёркой» была для него очень тяжёлой.
Как стало известно в конце октября 2016 года, Транк возглавит съёмки биографической ленты «Капоне. Лицо со шрамом», основанной на последних годах жизни легендарного гангстера Аль Капоне. Сценарий к фильму написал сам Транк. В октябре главную роль в фильме получил британский актёр Том Харди.

## Фильмография

### Режиссёр
- 2007 — Точка убийства / The Kill Point
- 2012 — Хроника / Chronicle
- 2015 — Фантастическая четвёрка / Fantastic Four
- 2020 — Капоне. Лицо со шрамом / Capone

### Сценарист
- 2007 — Точка убийства / The Kill Point
- 2012 — Хроника / Chronicle
- 2015 — Фантастическая четвёрка / Fantastic Four
- 2020 — Капоне. Лицо со шрамом / Capone

### Продюсер
- 2009 — Большой фанат / Big Fan

### Монтажёр
- 2007 — Точка убийства / The Kill Point
- 2009 — Большой фанат / Big Fan
- 2013 — Гликман / Glickman